# دييغو كاماتشو
دييغو كاماتشو (بالإسبانية: Diego Camacho)‏ هو لاعب كرة مضرب بوليفي، ولد في 21 مايو 1983 في سانتا كروز دي لا سييرا في بوليفيا.

## وصلات خارجية
- دييغو كاماتشو على موقع رابطة محترفي التنس (الإنجليزية)
- دييغو كاماتشو على موقع الاتحاد الدولي لكرة المضرب (الإنجليزية)
- دييغو كاماتشو على موقع كأس ديفيز (الإنجليزية)
- دييغو كاماتشو على موقع خلاصة التنس.كوم (الإنجليزية)
- دييغو كاماتشو على موقع أوليمبيديا (الإنجليزية)